# Van Johnson (coureur)
Van Johnson (Greeley, Colorado, 4 februari 1927 - Monroe Township, Pennsylvania, 19 juli 1959) was een Amerikaans autocoureur. In 1958 en 1959 schreef hij zich in voor de Indianapolis 500, maar wist zich beide keren niet te kwalificeren. Deze races waren ook onderdeel van het Formule 1-kampioenschap. Johnson reed tussen 1956 en 1959 ook zes races in de USAC Championship Car, waarin hij één overwinning behaalde tijdens de Langhorne 100 op de Langhorne Speedway. Vijf weken later, op Williams Grove Speedway, verongelukte Johnson dodelijk. Hij werd 32 jaar.